# Maciej Kamieński

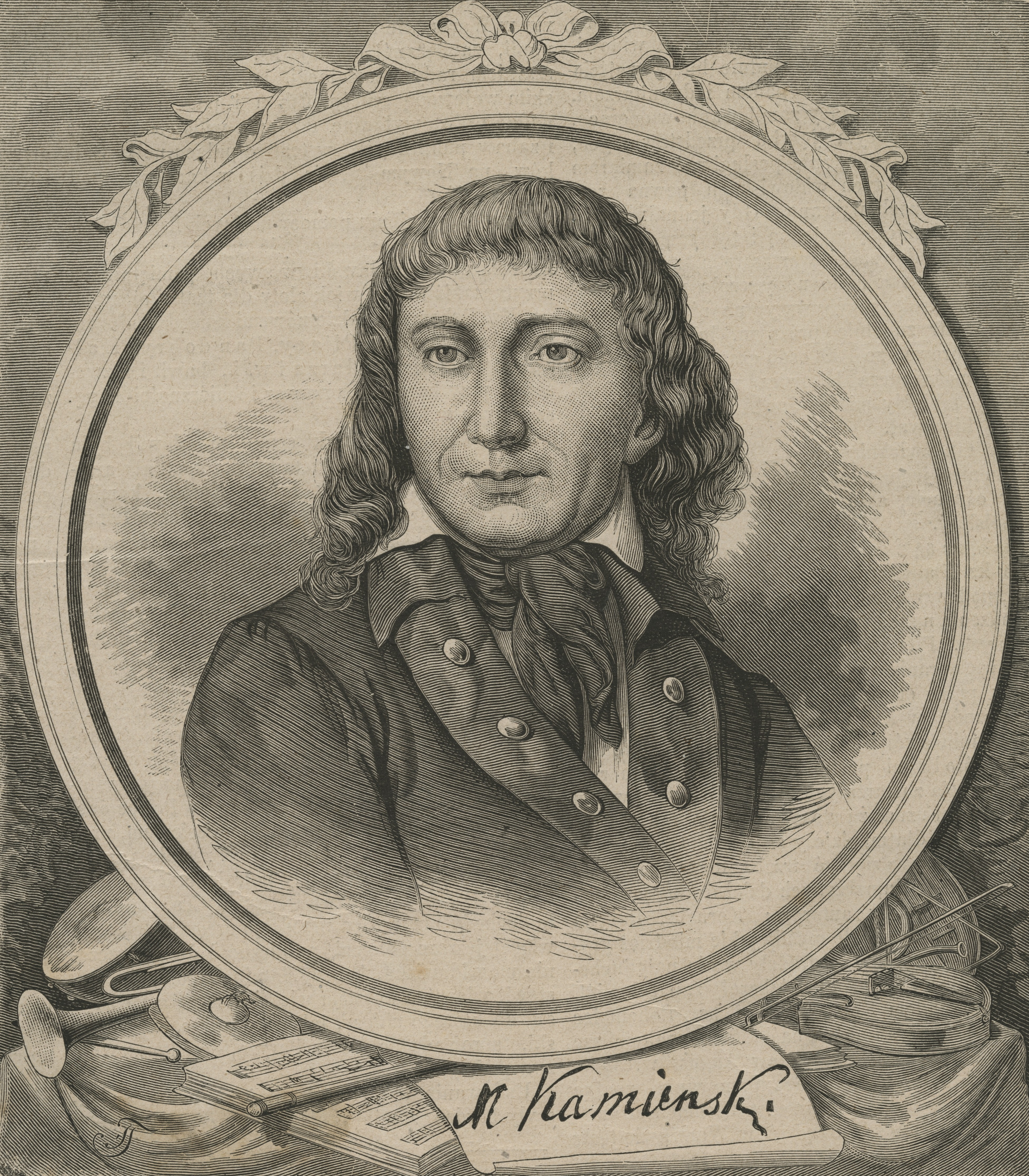
Maciej Kamieński

Maciej Kamieński (* 13. Oktober 1734 in Ödenburg; † 25. Januar 1821 in Warschau) war ein polnischer Komponist.
Kamieński erhielt seine Ausbildung in Wien und lebte seit 1760 in Warschau als Komponist. Er gilt als Komponist der ersten polnischen Oper Das in Glück verwandelte Leid, auch Glück im Unglück genannt, die am 11. Mai 1778 am Nationaltheater Warschau uraufgeführt wurde. Neben sechs polnischen schrieb er zwei deutsche Opern, eine Kantate und einige kirchenmusikalische Werke.

## Opern
- Nędza uszczęśliwiona (Das in Glück verwandelte Leid, auch Glück im Unglück genannt), 1778
- Zośka czyli Wiejskie zaloty (Sophia oder Liebeswerbung auf dem Lande), 1780
- Prostota cnotliwa (Der gerade Weg der Tugend), 1781
- Balik gospodarski (nach La Bal bourgeois von Charles-Simon Favart), 1783
- Anton und Antoinette, 1785
- Tradycia dowcipem załatwiona (Die durch Witz erledigte Tradition), 1789
- Słowik czyli Kasia z Hanką na wydaniu (Die Nachtigall oder Kasia und Hanka sind heiratsfähig), 1790
- Sultan Wampum oder Die Wünsche von August Friedrich Ferdinand von Kotzebue, 1794